# Lunularsäure
Die Lunularsäure ist eine organische Säure aus der Gruppe der Phenolcarbonsäuren und weist eine 2,6-Kresotinsäure-Untereinheit auf.

## Geschichte
Untersuchungen zum Vorkommen phenolischer Verbindungen bei niederen Pflanzen wurden am Beispiel der Lebermoose erstmals im Jahr 1966 durchgeführt und in den Folgejahren fortgeführt. 1996 wurde erstmalig die Lunularsäure aus dem Mondbechermoos isoliert. Bei Untersuchungen der Chemie der Moose wurde die Verbindung 1971 auch im Lebermoos gefunden.

## Vorkommen

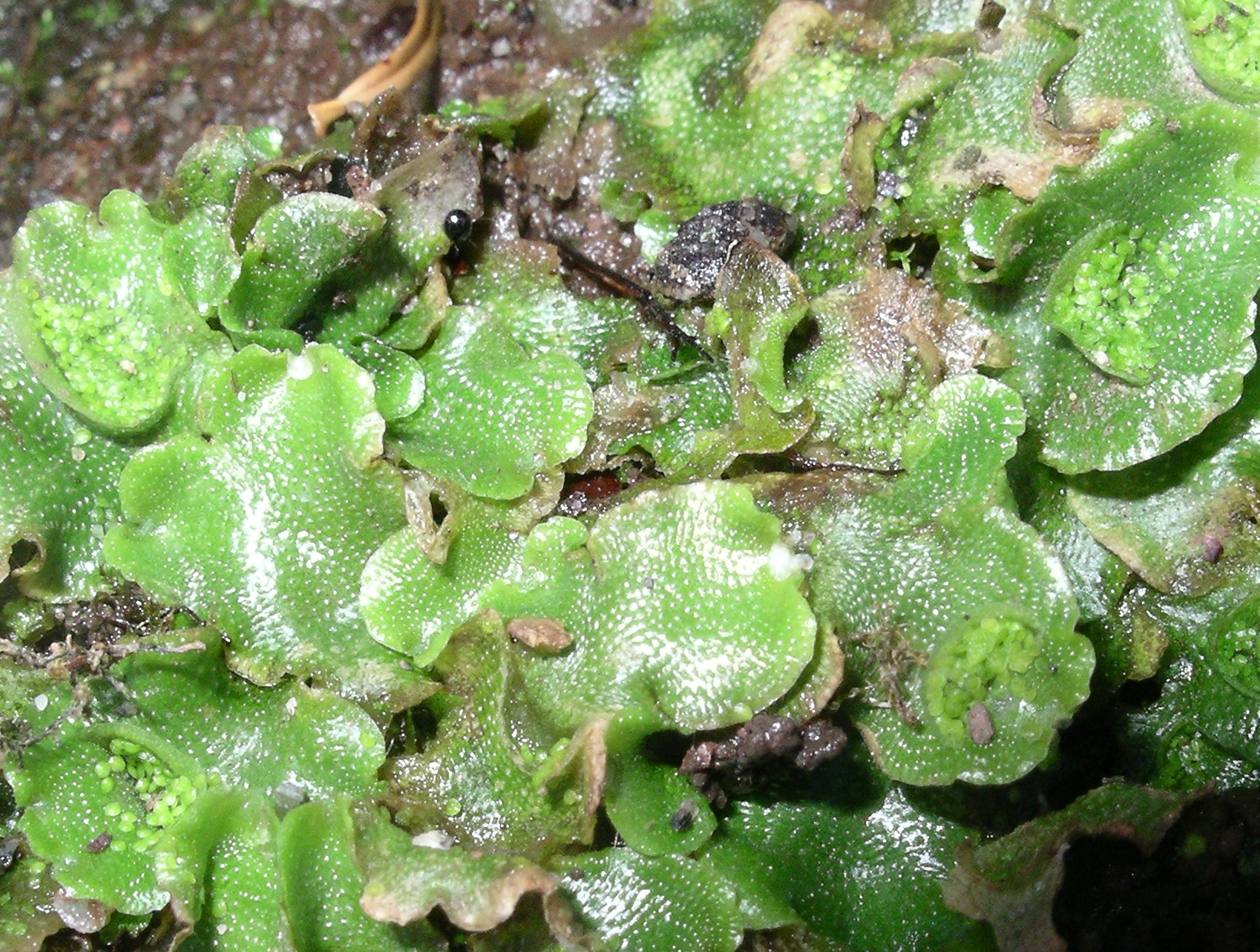
Mondbechermoos

Die organische Verbindung kommt in Lebermoosen, wie zum Beispiel im Alpen-Brunnenlebermoos (Marchantia alpestris Nees) und im Mondbechermoos (Lunularia cruciata (L.) DUM) vor. Vereinzelt ist sie auch in Laubmoosen und häufig in Algen zu finden.

## Synthese
Frühe Synthesen der Lunularsäure waren sehr aufwändig bei einer geringen Gesamtausbeute.
1988 wurde eine Synthese im Labormaßstab unter Verwendung gut zugänglicher Ausgangsstoffe mit einer Gesamtausbeute von 50 % über 3 bis 6 Stufen publiziert. Diese geht von 6-Methylsalicylsäureethyester – zugänglich in einer zweistufigen Sequenz aus Acetessigester und Crotonaldehyd – aus, der bereits das vicinale 1,2,3-Substitutionsmuster der Lunularsäure aufweist.
Zunächst wird die Hydroxygruppe als Methylether oder Acetat geschützt. Im Anschluss wird die 6-Methylgruppe mit verschiedenen Methoden funktionalisiert  und in das Diphenylethan-System überführt.
Dies kann beispielsweise über eine Metallierung des 6-Methylethers und die anschließende Alkylierung durch p-Methoxybenzylchlorid passieren. Das Zwischenprodukt ist der OH-geschützte Lunularsäureethylester, der nach der Esterverseifung und einer Demethylierung mittels Bortribromid in die Lunularsäure überführt wird.

### Weitere Synthesen
- 1997: Synthese über eine modifizierte Suzuki-Reaktion[11]
- 1998: Totalsynthese der Naturstoffe beziehungsweise. Naturstoffderivate Lunularsäure, Lunularin und weiterer verwandter Verbindungen als potentielle Inhibitoren der Arachidonsäurekaskade[12]

## Biologische Bedeutung
In niederen Pflanzen fungiert sie als Wachstumsregulator. Einige ihrer Derivate haben außerdem eine stark molluskizide Wirkung. Die Lunularsäure selbst und prenylierte Diphenylethan-Derivate, die sich von ihrem Strukturtyp ableiten, weisen im Allgemeinen eine hohe antibakterielle Aktivität auf.

## Nachweis
Die Phenolcarbonsäure kann mittels Dünnschichtchromatografie auf Kieselgel oder Gaschromatografie auf XE-60 sowie OV-17-Säulen identifiziert werden.